# Voi
Voi là động vật có vú thuộc họ Elephantidae và là động vật trên cạn lớn nhất hiện nay. Ba loài hiện được công nhận: Voi đồng cỏ châu Phi, voi rừng châu Phi và voi châu Á. Elephantidae là nhánh duy nhất còn sót lại của bộ Proboscidea; thành viên tuyệt chủng bao gồm voi răng mấu. Elephantidae cũng bao gồm một số nhóm hiện đã tuyệt chủng, bao gồm cả voi ma mút và voi ngà thẳng. Voi châu Phi có tai lớn và lưng lõm còn voi châu Á có tai nhỏ và lưng lồi hoặc ngang. Đặc điểm nổi bật của tất cả các loài voi bao gồm cái vòi dài, cặp ngà lớn, vạt tai lớn, bốn chân to và làn da dày nhưng nhạy cảm. Vòi voi được sử dụng để thở, đưa thức ăn nước uống vào miệng và cầm nắm đồ vật. Đôi ngà, tiến hóa từ răng cửa, được voi dùng để tự vệ, di chuyển chướng ngại vật và đào hố. Đôi tai lớn giúp voi duy trì thân nhiệt ổn định và giao tiếp. Chân chúng to như cây cột để đỡ tải trọng lớn.
Voi phân bố rải rác khắp châu Phi cận Sahara, Nam Á, Đông Nam Á và thích ứng với nhiều môi trường sống khác nhau như thảo nguyên, rừng, sa mạc và đầm lầy. Chúng là động vật ăn cỏ, tụ tập gần nguồn nước. Voi được coi là loài chủ chốt do chúng  có tác động đáng kể lên môi trường cảnh quan xung quanh chúng. Những động vật khác thường giữ khoảng cách với voi; ngoại lệ là những kẻ săn mồi như sư tử, hổ, linh cẩu và chó hoang, thường chỉ rình những con voi non. Voi thường tổ chức thành các xã hội phân hạch-hợp hạch, trong đó nhiều nhóm gia đình liên kết với nhau để giao tiếp. Con cái thường sống trong các nhóm gia đình, bao gồm một con cái với các con non của nó hoặc một số con cái có quan hệ họ hàng. Các nhóm này không có con đực, chúng được dẫn dắt bởi con cái già nhất theo hình thức mẫu hệ.
Những con đực bị đuổi khỏi nhóm gia đình khi đến kì động dục và phải sống đơn lẻ hoặc kết bè với những con đực khác. Voi đực trưởng thành chủ yếu tương tác với các nhóm gia đình khi tìm kiếm bạn đời. Voi đực sẽ trải qua giai đoạn gia tăng testosterone và cực kỳ hung bạo được gọi là kì musth, thể hiện các hành vi tỏ sự thống trị và sự thành đạt về mặt sinh sản. Con non là trung tâm của sự chú ý trong các nhóm gia đình và phải phụ thuộc vào mẹ của chúng trong 3 năm. Voi có tuổi thọ trung bình là 70 tuổi trong tự nhiên. Chúng giao tiếp bằng xúc giác, thị giác, khứu giác và thính giác; voi sử dụng sóng hạ âm và giao tiếp địa chấn để viễn thông. Trí thông minh của voi được so sánh với các loài linh trưởng và bộ cá Voi. Chúng dường như có sự tự nhận thức và thể hiện sự đồng cảm với những thành viên đang hấp hối hoặc đã chết.
Voi châu Phi thuộc diện sắp nguy cấp và voi châu Á thuộc diện bị đe dọa theo Liên minh Bảo tồn Thiên nhiên Quốc tế (IUCN). Những mối đe dọa lớn nhất đối với các quần thể voi hiện nay là nạn săn trộm buôn bán ngà voi, môi trường sống triệt thoái và xung đột với dân địa phương. Voi được sử dụng làm súc vật thồ ở châu Á. Trong quá khứ, chúng cũng được sử dụng trong chiến tranh; ngày nay, chúng thường được trưng bày trong các sở thú hoặc được huấn luyện để giải trí trong các rạp xiếc. Voi là một biểu tượng rất nổi tiếng và đặc trưng trong nghệ thuật, văn hóa dân gian, tôn giáo và văn học của loài người.

## Từ nguyên
"Voi" trong tiếng Việt bắt nguồn từ 㺔 (voi) trong giai đoạn tiếng Việt trung đại, xa hơn nữa thì nó bắt nguồn từ *-vɔːj (ký âm theo IPA) của tiếng Việt-Chứt nguyên thủy. "Vòi" cũng là một từ phái sinh từ gốc này.
"Elephant" trong tiếng Anh gốc từ elephas trong tiếng Latinh (cách sở hữu là elephantis), dạng Latinh hóa của tiếng Hy Lạp ἐλέφας (elephas) (cách sở hữu là ἐλέφαντος (elephantos)), có lẽ không thuần gốc Ấn-Âu mà vay mượn từ tiếng Phoenicia. Trong tiếng Hy Lạp Mycenaea, voi đọc là e-re-pa (cách sở hữu là e-re-pa-to) theo bảng chữ cái Linear B. Nhà thơ Homeros sử dụng từ này với nghĩa là ngà voi, giống trong tiếng Hy Lạp Mycenaea, nhưng kể từ thời sử gia Herodotus, nó cũng được dùng để chỉ cả con vật. "Elephant" trong tiếng Anh trung đại là olyfaunt (khoảng năm 1300), mượn từ tiếng Pháp thượng cổ oliphant (thế kỷ 12).

## Hệ thống phân loại
Voi thuộc họ Elephantidae, họ duy nhất còn lại trong bộ Proboscidea thuộc liên bộ Afrotheria. Nhánh họ hàng gần nhất của chúng là bộ Bò biển (cá cúi và lợn biển) và bộ Đa man, cùng chung nhánh Paenungulata trong liên bộ Afrotheria. Voi và bộ Bò biển được nhóm lại thành nhánh Tethytheria.
Ba loài voi hiện được công nhận; voi đồng cỏ châu Phi (Loxodonta africana), voi rừng (Loxodonta cyclotis) của châu Phi cận Sahara và voi châu Á (Elephas maximus) của Nam-Đông Nam Á. Voi châu Phi có đôi tai lớn, lưng lõm, da nhăn, bụng dốc và sở hữu hai phần mở rộng giống như ngón tay ở đầu vòi. Voi châu Á có đôi tai nhỏ, lưng lồi hoặc ngang, da mịn hơn, bụng ngang thỉnh thoảng bị phệ xuống ở giữa và một phần mở rộng ở đầu vòi. Các đường gờ tại răng hàm hẹp hơn ở voi châu Á trong khi voi châu Phi có hình kim cương. Voi châu Á cũng có những bướu lồi trên lưng và một số vết phi sắc tố hóa trên da.
Trong số các loài voi châu Phi, voi rừng có đôi tai nhỏ, tròn hơn và ngà mỏng, thẳng hơn so với voi đồng cỏ; chúng chỉ phân bố trong phạm vi các khu vực có rừng ở phía tây và Trung Phi. Theo truyền thống, các loài voi châu Phi chỉ được coi là cùng một loài Loxodonta africana, nhưng các nghiên cứu phân tử thiên về xu hướng tách hai loài ra. Năm 2017, phân tích trình tự ADN chứng tỏ L. cyclotis có quan hệ gần gũi hơn với loài Palaeoloxodon antiquus đã tuyệt chủng so với L. africana. Phát hiện này có thể sẽ làm sụp đổ toàn bộ chi Loxodonta.

### Sự tiến hóa và các họ hàng đã tuyệt chủng
Hơn 180 thành viên đã tuyệt chủng và ba phát xạ tiến hóa lớn của bộ Proboscidea đã được các nhà khoa học xác định. Các proboscid sớm nhất, ví dụ chi Eritherium và Phosphatherium thế Paleocene muộn, đánh dấu sự kiện phát xạ đầu tiên. Thế Eocene xuất hiện các chi Numidotherium, Moeritherium và Barytherium từ Châu Phi. Những con vật này tương đối nhỏ và sống dưới nước. Các chi như Phiomia và Palaeomastodon phát sinh sau này, sinh sống ở các khu rừng gỗ và rừng mở. Sự đa dạng của các proboscidean bị sụt giảm trong thế Oligocene. Một loài đáng chú ý của giai đoạn này là Eritreum melakeghebrekristosi từ vùng Sừng châu Phi, có lẽ là tổ tiên của nhiều loài sau này. Đợt đa dạng hóa thứ hai diễn ra vào đầu thế Miocene, với sự xuất hiện của các deinothere và mammutid.
Phát xạ tiến hóa thứ hai trong thế Miocene phái sinh các gomphothere, tổ tiên của chúng có lẽ là chi Eritreum và có nguồn gốc từ Châu Phi, bành trướng sang mọi châu lục trừ châu Úc và Nam Cực. Các thành viên của nhóm này bao gồm Gomphotherium và Platybelodon. Phát xạ tiến hóa thứ ba bắt đầu vào cuối thế Miocen và dẫn đến sự xuất hiện của những elephantid, dần dần thay thế các gomphothere. Loài Primelephas gomphotheroides của Châu Phi phái sinh các chi Loxodonta, Mammuthus và Elephas. Chi Loxodonta bắt đầu phân nhánh quanh ranh giới thế Miocene và Pliocene, còn hai chi Mammuthus và Elephas rẽ nhánh muộn hơn trong thế Pliocene sớm. Loxodonta ở lại Châu Phi còn Mammuthus và Elephas di cư sang đại lục Á-Âu, tới được tận Bắc Mỹ. Đồng thời, các stegodontid (một nhóm proboscidean khác có nguồn gốc từ gomphothere) lan rộng khắp châu Á, tới được Ấn Độ, Trung Quốc, Đông Nam Á và Nhật Bản. Các Mammutid tiếp tục tiến hóa thành các loài mới, chẳng hạn như voi răng mấu của Mỹ.
Khi thế Canh Tân bắt đầu, elephantid có tỷ lệ phân loài rất cao. Thời gian này xuất hiện loài Palaeoloxodon namadicus, động vật có vú trên cạn lớn nhất mọi thời đại. Loxodonta atlantica đã trở thành loài phổ biến nhất ở miền bắc và miền nam châu Phi nhưng bị thay thế bởi loài Elephas iolensis sau này. Chỉ khi Elephas tuyệt chủng địa phương ở Châu Phi, Loxodonta mới trở nên thống trị một lần nữa, lần này dưới dạng các loài voi hiện còn sống. Voi đa dạng thành các loài mới ở châu Á, chẳng hạn như E. hysudricus và E. platycephus; là tổ tiên của voi châu Á hiện đại. Mammuthus tiến hóa thành một số loài, bao gồm voi ma mút lông xoắn nổi tiếng. Sự giao phối liên loài dường như khá phổ biến giữa các loài voi, trong một số trường hợp dẫn đến các loài có ba thành phần di truyền tổ tiên, chẳng hạn như Palaeoloxodon antiquus. Vào cuối thế Canh Tân, hầu hết các loài proboscidean đã tuyệt chủng trong cuộc băng hà Đệ tứ giết chết 50% các chi có trọng lượng trên 5 kg (11 lb) toàn cầu.
Probscidean tiến hóa với xu hướng tăng kích thước, dẫn đến việc loài trong nhóm này cao tới 5 m. Cũng như các loài động vật lớn ăn cỏ khác, bao gồm khủng long chân thằn lằn đã tuyệt chủng, kích thước lớn của voi cho phép chúng sống sót trên thảm thực vật với giá trị dinh dưỡng thấp. Chi vận động của chúng dài ra, bàn chân thì dẹt lại nhưng rộng hơn. Chúng ban đầu đi băng cả bàn chân nhưng rồi tiến hóa thành đi bằng đầu ngón với các miếng đệm chân và xương vừng hỗ trợ. Các proboscid nguyên thủy phát triển hàm dưới dài hơn và mái sọ nhỏ hơn trong khi các loài tiến tiến hơn phát triển hàm dưới ngắn hơn, làm dịch chuyển trọng tâm của đầu. Hộp sọ ngày càng lớn trong khi cổ rút ngắn để nâng đỡ hộp sọ. Sự gia tăng kích thước dẫn đến sự phát triển và kéo dài của cái vòi di động cung cấp tầm với, đóng vai trò la tay của voi. Số lượng răng hàm, răng cửa và răng nanh giảm xuống. Răng má (răng hàm và răng tiền hàm) trở nên to hơn và chuyên biệt hơn, đặc biệt là sau khi voi bắt đầu chuyển từ ăn thực vật C3 sang C4, khiến chiều cao răng chúng gia tăng gấp ba lần cũng như sự nhân lên đáng kể của phiến mỏng sau khoảng năm triệu năm trước. Trong một triệu năm gần đây, chúng mới quay trở lại chế độ ăn chủ yếu cây C3 và cây bụi. Đôi răng cửa thứ hai phía trên mọc thành ngà, có hình dạng khác nhau từ thẳng, cong (lên hoặc xuống), xoắn ốc, tùy thuộc vào từng loài. Một số proboscidean còn mọc ngà từ răng cửa dưới. Voi vẫn lưu giữ một số đặc điểm từ tổ tiên của chúng, như cấu tạo giải phẫu tai giữa chẳng hạn.

## Giải phẫu và hình thái học

### Kích thước

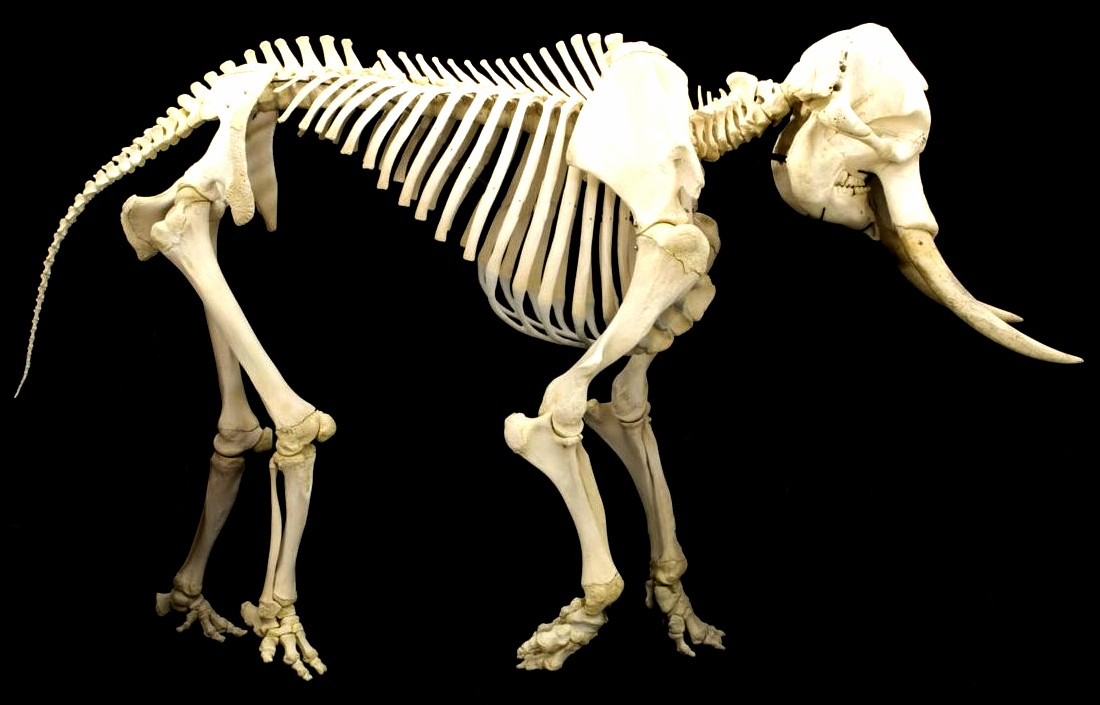
Bộ xương voi đồng cỏ châu Phi

Voi là động vật sống trên cạn lớn nhất. Voi đồng cỏ châu Phi là loài lớn nhất trong số các loài voi; cá thể đực có thể cao từ 304–336 cm tới vai, với khối lượng cơ thể từ 5,2–6,9 tấn; cá thể cái có thể cao từ 247–273 cm tới vai, với khối lượng cơ thể từ 2,6–3,5 tấn. Voi châu Á đực có chiều cao ngang vai trong khoảng 261–289 cm và nặng khoảng 3,5–4,6 tấn, voi châu Á cái có chiều cao ngang vai trong khoảng 228–252 cm và nặng khoảng 2,3–3,1 tấn. Voi rừng châu Phi là loài nhỏ nhất, cá thể đực của chúng chỉ cao khoảng 209–231 cm ngang vai và nặng 1,7–2,3 tấn. Voi rừng châu Phi đực thường cao hơn 23% so với con cái, còn chiều cao voi đực châu Á chỉ nhỉnh hơn con cái khoảng 15%.

### Xương
Bộ xương voi được cấu thành từ 326–351 chiếc xương riêng lẻ. Voi châu Phi có 21 cặp xương sườn, còn voi châu Á chỉ có 19 hoặc 20 cặp.

### Đầu
Hộp sọ của voi có đủ sức đàn hồi để chịu được ứng suất của cặp ngà và hứng chịu các va chạm trực diện. Lưng của hộp sọ rất phẳng và trải rộng ra, tạo ra mái vòm bảo vệ não theo mọi hướng. Hộp sọ voi có các xoang tổ ong chứa khí, giảm trọng lượng hộp sọ nhưng vẫn duy trì được sức mạnh tổng thể. Hộp sọ voi rất lớn, cung cấp diện tích để các cơ bắp bám vào và hỗ trợ đầu. Hàm dưới của voi rắn rỏi và rất nặng. Do kích thước của đầu, cổ của voi tương đối ngắn để hỗ trợ trọng lượng tốt hơn.

### Mắt
Voi không có tuyến tiết lệ, phải dựa vào tuyến Harder để giữ mắt ẩm. Một lớp màng thuẫn rất bền bảo vệ nhãn cầu voi. Nhãn trường của voi không được tốt do vị trí của đôi mắt. Voi là loài lưỡng sắc chúng có thể nhìn rõ trong ánh sáng mờ nhưng không nhìn rõ trong ánh sáng chói.

### Tai
Tai voi có phần cuống dày nhưng rìa mỏng. Bên dưới vành tai, hay tai ngoài, chứa nhiều mao mạch. Máu ấm chảy vào các mao mạch, giúp giải phóng lượng nhiệt dư thừa của cơ thể ra môi trường. Quá trình này diễn ra khi vành tai đứng yên và voi vỗ tai để tăng cường hiệu ứng trên. Diện tích tai càng lớn thì nhiệt càng có thể được đào thải hiệu quả hơn. Trong số tất cả các loài voi, voi rừng châu Phi sống ở vùng có khí hậu nóng nhất và có vành tai lớn nhất. Voi có khả năng nghe âm thanh tần số thấp và nhạy nhất đối với tần số 1 kHz (gần với giọng Soprano C).

### Vòi
Vòi voi là sự kết hợp của mũi và môi trên, tuy khi voi còn là bào thai thì phần môi trên và vòi tách rời nhau. Vòi dài ra khi voi lớn lên và trở thành phần chi quan trọng và linh hoạt nhất của chúng. Vòi được cấu tạo từ 150.000 cơ riêng biệt, không có xương và ít chất béo. Các cơ ghép nối này bao gồm hai loại chính: bề mặt và bên trong. Các cơ bề mặt được chia thành cơ phía trên, cơ phía dưới và cơ phía bên; Các cơ bên trong được chia thành cơ phương ngang và cơ tỏa. Các cơ vòi bám vào lỗ mở xương trong hộp sọ. Vách ngăn mũi cấu tạo từ các đơn vị cơ cực nhỏ phân bố theo chiều ngang giữa hai lỗ mũi. Sụn phân chia các lỗ mũi ở phần cuống. Vòi được gọi là một cơ bắp hydrostat (giống như lưỡi), cử động thông qua sự phối hợp các chuyển động co cơ. Một dây thần kinh rất độc đáo, hình thành từ các dây thần kinh ở hàm trên và mặt, chạy dọc ở hai bên vòi.
Vòi voi có nhiều chức năng, bao gồm thở, ngửi, sờ, nắm và kêu. Khứu giác của voi có lẽ nhạy gấp 4 lần so với khứu giác của chó săn. Khả năng tạo ra các chuyển động xoắn và cuộn của vòi cho phép voi thu lượm thức ăn, đánh nhau với những con voi khác, và có khả năng nâng vật trên 350 kg. Vòi còn được sử dụng để làm các hành động mang tính tỉ mỉ như: lau mắt và kiểm tra lỗ thông, và có khả năng bóp nứt vỏ đậu phộng mà không làm vỡ hạt. Một con voi có thể với lên độ cao 7 m và đào bùn hoặc cát để tìm nước bằng vòi của nó. Nhiều cá thể voi thể hiện sự thuận "vòi" bên trái hoặc bên phải khi cầm một đồ vật. Voi có khả năng làm giãn lỗ mũi thêm 30%, tăng thể tích mũi lên 64% và có thể hít vào với tốc độ hơn 150 m/s, tức là khoảng 30 lần tốc độ hắt hơi của con người. Voi có thể hút thức ăn và nước uống hoặc phun nước lên cơ thể của chúng. Một con voi châu Á trưởng thành có thể chứa 8,5 lít nước trong vòi của nó. Chúng cũng có khi phun bụi hoặc cỏ lên người mình. Khi ở dưới nước, voi sử dụng vòi ngoi trên mặt nước để thở.
Voi châu Phi có hai phần mở rộng giống như ngón tay ở đầu vòi, cho phép chúng cầm và đưa thức ăn lên miệng. Voi châu Á chỉ có một phần mở rộng và thường quấn vòi quanh món đồ ăn rồi cho vào miệng. Cơ vòi ở voi châu Á phối hợp tốt hơn và có thể thực hiện nhiều chuyển động phức tạp hơn. Mất vòi sẽ gây bất lợi cho sự sống còn của một con voi, mặc dù trong một số trường hợp hiếm hoi, các cá thể vẫn có thể sống sót với những chiếc vòi bị đứt. Người ta đã từng quan sát thấy một con voi quỳ hai chân trước, nâng hai chân sau và gặm cỏ bằng mồm. Hội chứng vòi mềm là bệnh tê liệt vòi ở voi đồng cỏ châu Phi do suy thoái các dây thần kinh ngoại biên và cơ bắp của vòi.

### Răng
Voi thường có 26 chiếc răng: răng cửa hay còn gọi là ngà, 12 răng sữa tiền hàm và 12 răng hàm. Không giống như hầu hết các loài động vật có vú, mọc răng sữa và thay thế chúng bằng một bộ răng trưởng thành vĩnh viễn duy nhất, voi là động vật đa bộ răng và luôn thay răng trong suốt quãng đời của chúng. Răng nhai được thay 6 lần trong một đời voi điển hình. Răng không được thay thế bằng những chiếc mới mọc ra khỏi hàm theo chiều dọc như ở hầu hết các loài động vật có vú. Thay vào đó, răng mới mọc ở phía sau miệng và di chuyển về phía trước mà đẩy răng cũ ra ngoài. Chiếc răng nhai đầu tiên của mỗi bên hàm rụng đi khi voi được 2 đến 3 tuổi. Bộ răng nhai thứ hai rụng khi 4 đến 6 tuổi. Bộ thứ ba rơi vào khoảng 9–15 tuổi và bộ thứ bốn rơi vào khoảng 18–28 tuổi. Bộ răng thứ năm rụng vào đầu năm 40 tuổi. Bộ thứ sáu (thường là cuối cùng) gắn với voi suốt phần đời còn lại. Răng voi có các gờ răng hình vòng cung, chúng dày hơn và có hình thoi ở voi châu Phi.

## Tập tính
Hằng ngày, voi dành khoảng 16 tiếng đồng hồ để tìm kiếm thức ăn và chỉ ngủ khoảng từ 3 đến 5 tiếng. Voi trưởng thành ngủ đứng. Voi con đôi khi ngủ nằm. Voi tuy to lớn, nhưng điều đó không ngăn cản chúng trở thành những tay bơi giỏi. Chúng rất thích bơi và thậm chí có thể bơi ở biển. Thời gian ưa thích trong ngày của chúng là khi tắm bùn. Bùn bảo vệ voi khỏi bị ánh nắng thiêu đốt và giữ cho voi được mát mẻ, tránh được những con bọ khó chịu.

### Ăn uống
Kích thước của một con voi có ý nghĩa là khi nó phát triển hoàn toàn thì ngoài con người ra, nó an toàn trước tất cả các loài thú ăn thịt. Và để nuôi sống cơ thể vĩ đại của mình, nó phải cần rất nhiều thức ăn. Mỗi con voi trưởng thành ăn khoảng 150 kg (300 lb) cỏ, cành nhỏ, lá cây, trái cây,... mỗi ngày. Những thức ăn như vậy cần được nhai kĩ càng. Voi có những răng nghiền phía sau ở cửa miệng, đây là vị trí mà các răng có lực mạnh nhất, nhưng nó cũng bị mòn đi. Khi đó răng mới sẽ được mọc lên ở phía dưới rồi đẩy răng cũ ra ngoài. Do đó, voi mọc răng trong suốt cuộc đời, tổng cộng có 6 bộ răng nghiền, nhưng khi bộ răng cuối cùng bị mòn thì khi đó voi đã sống đến 55 tuổi. Nó trở nên yếu đi vì thiếu thức ăn và sẽ chết vì đói nhiều hơn là về bệnh tật.

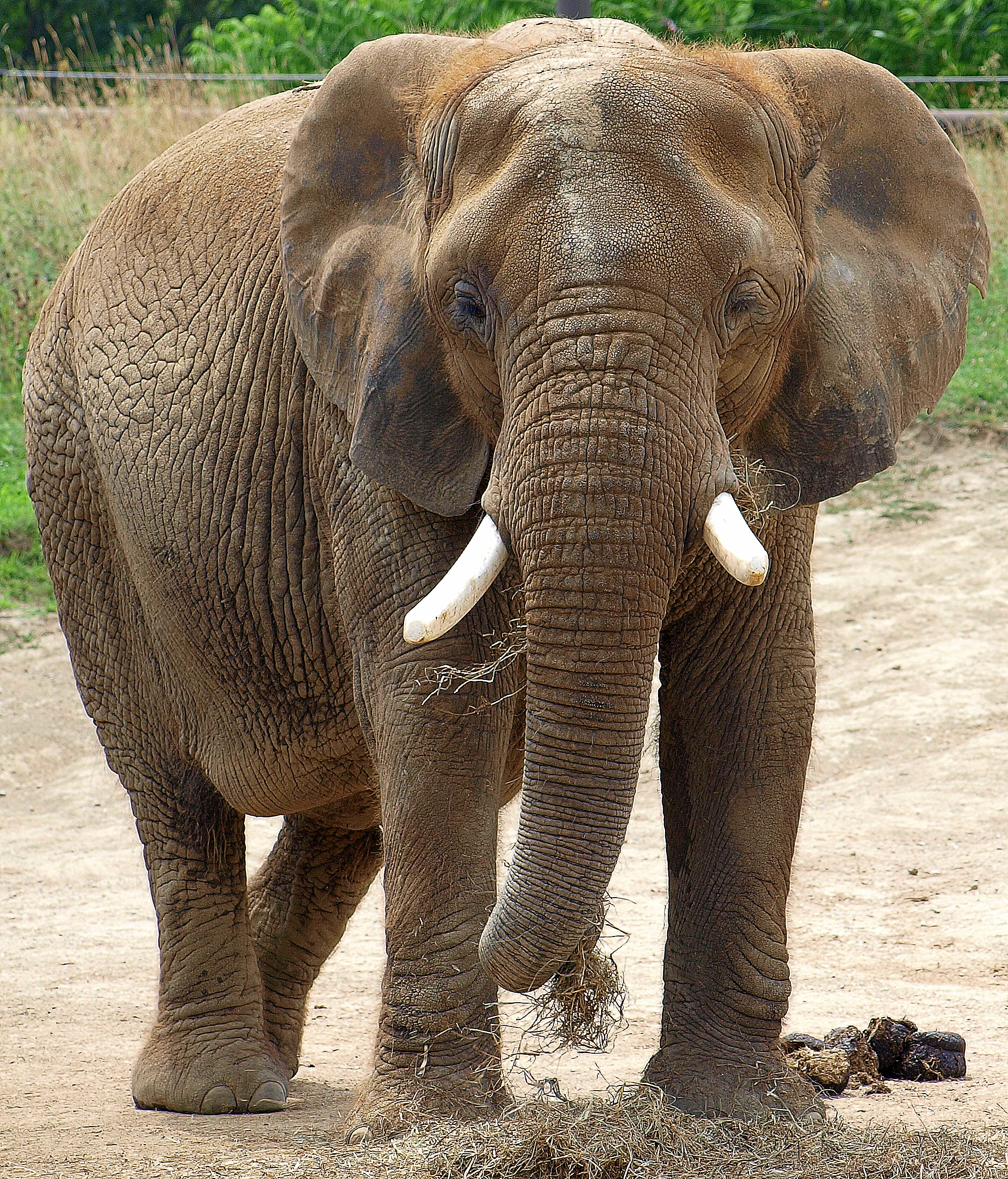
Một con voi đang ăn cỏ khô, mỗi ngày voi ăn và uống một lượng khổng lồ

Voi dùng vòi để quặp thức ăn và đưa vào miệng. Thức ăn chủ yếu của chúng là cỏ và các loại cây khác trên mặt đất. Voi dùng vòi để kéo lá cây, thân cây và cành cây từ trên cao xuống. Khi thức ăn khan hiếm, voi dùng ngà để húc đổ cây. Khi khát, voi tập trung bên bờ sông hoặc các vũng nước, thậm chí dùng vòi để đào sâu xuống để hút nước. Voi uống nước bằng cách hút nước vào vòi rồi phun vào trong miệng. Mỗi ngày voi tiêu thụ 160-300 lít nước. Voi cũng phun nước lên lưng để làm mát da.
Mỗi ngày voi con trưởng thành thải ra một lượng chất thải nặng hơn trọng lượng của một cậu bé. Phân voi chứa những hạt cây mà voi đã nuốt sẽ mọc lên thành cây mới thay thế cho những cây mà chúng đã ăn hoặc húc đổ. Hiện nay ở một số nước đang nuôi voi, nghiên cứu và đi vào thử nghiệm chế biến phân voi thành giấy (vì phân voi được xem là khá sạch, không nặng mùi do chúng chỉ ăn thực vật và uống nước).

### Lãnh thổ
Thực ra, voi không bảo vệ lãnh thổ riêng của nó, thay vào đó, nó thích hòa nhập vào đàn sống bên cạnh, trong đó con voi đầu đàn là con voi cái già nhất sẽ giữ vai trò làm chủ. Nó dẫn cả đàn tìm đến những nơi có nước và thức ăn. Theo sau con voi này là những chú voi con và những con voi cái trưởng thành. Voi sống chung một đàn qua nhiều năm. Các thành viên trong đàn luôn sống cạnh nhau, chăm sóc cho nhau, thậm chí sẵn sàng cho bất kỳ chú voi con nào bú nếu cần thiết. Đôi khi đàn bị tách ra, một số con voi trẻ hơn rời đàn cùng những con voi khác. Nhưng đàn nhỏ này vẫn có mối quan hệ chặt chẽ với gia đình gốc của chúng và có thể quay lại trong một thời gian rất ngắn.
Voi đực non (khoảng 12 tuổi) sống đơn độc hoặc sống cùng các voi đực khác. Số thành viên trong đàn chúng lập ra rất hay thay đổi. Khi các gia đình voi tập hợp lại sẽ trở thành bầy voi gồm hàng trăm thành viên. Voi giao tiếp bằng xúc giác, khứu giác, hoặc dùng vòi, tai ra hiệu. Tiếng ré của voi vang rất xa, voi ré lên để gọi nhau tập hợp thành bầy.

### Sinh sản
Tập tính sinh sản của voi cũng rất đặc biệt. Voi không có mùa giao phối riêng, nhưng nếu một con cái giao phối thì chúng sẵn sàng gia nhập đàn mặc dù chúng có thể có mặt không thường xuyên cho lắm. Chu kỳ mang thai của voi là 22 tháng, dài nhất trong số các động vật sống trên mặt đất. Voi con mới sinh cân nặng khoảng 120 kg (265 pao). Vừa mới sinh voi con trông rất lem luốc nên chúng được voi mẹ lau sạch trước khi chúng đứng lên được. Chúng thường sinh vào mùa xuân. Sau khi voi con ra đời, chúng được những voi khác ở bên để bảo vệ cho tới khi nó đủ cứng cáp để có thể đi được. Cũng như các loài thú có tuổi thọ dài khác, voi dành rất nhiều năm để chăm sóc con. Voi trưởng thành quá to lớn nên không có mấy kẻ thù, nhưng voi con có nguy cơ bị tấn công. Voi con bú sữa mẹ trong vòng năm năm và voi đực rời đàn khi đủ mười ba tuổi. Voi lớn lên rất chậm và chúng có thể sống được 60 năm hoặc thậm chí 80 năm.

## Chi và loài
- Elephas
  - Elephas antiquus †
  - Elephas beyeri †
  - Elephas celebensis †
  - Elephas ekorensis †
  - Elephas falconeri †

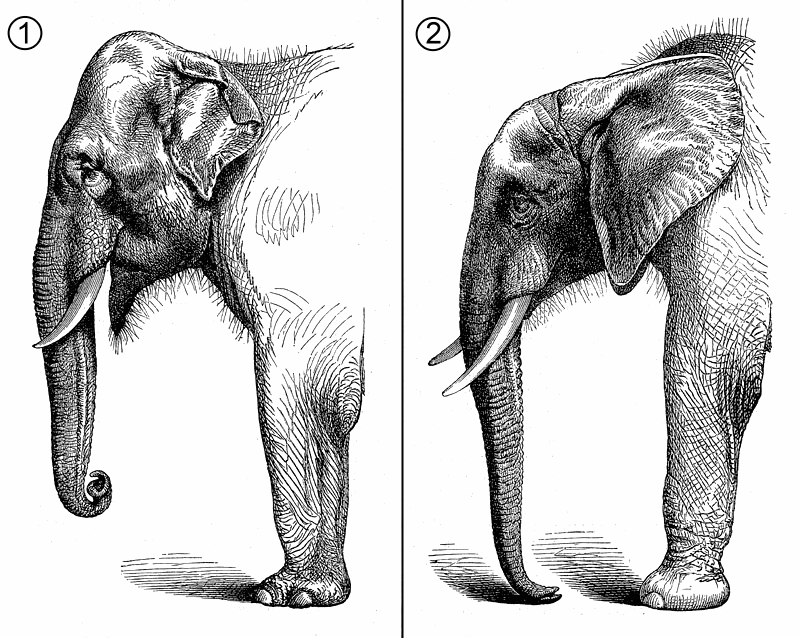
So sánh giữa voi châu Á (hình 1) và voi châu Phi (hình 2)

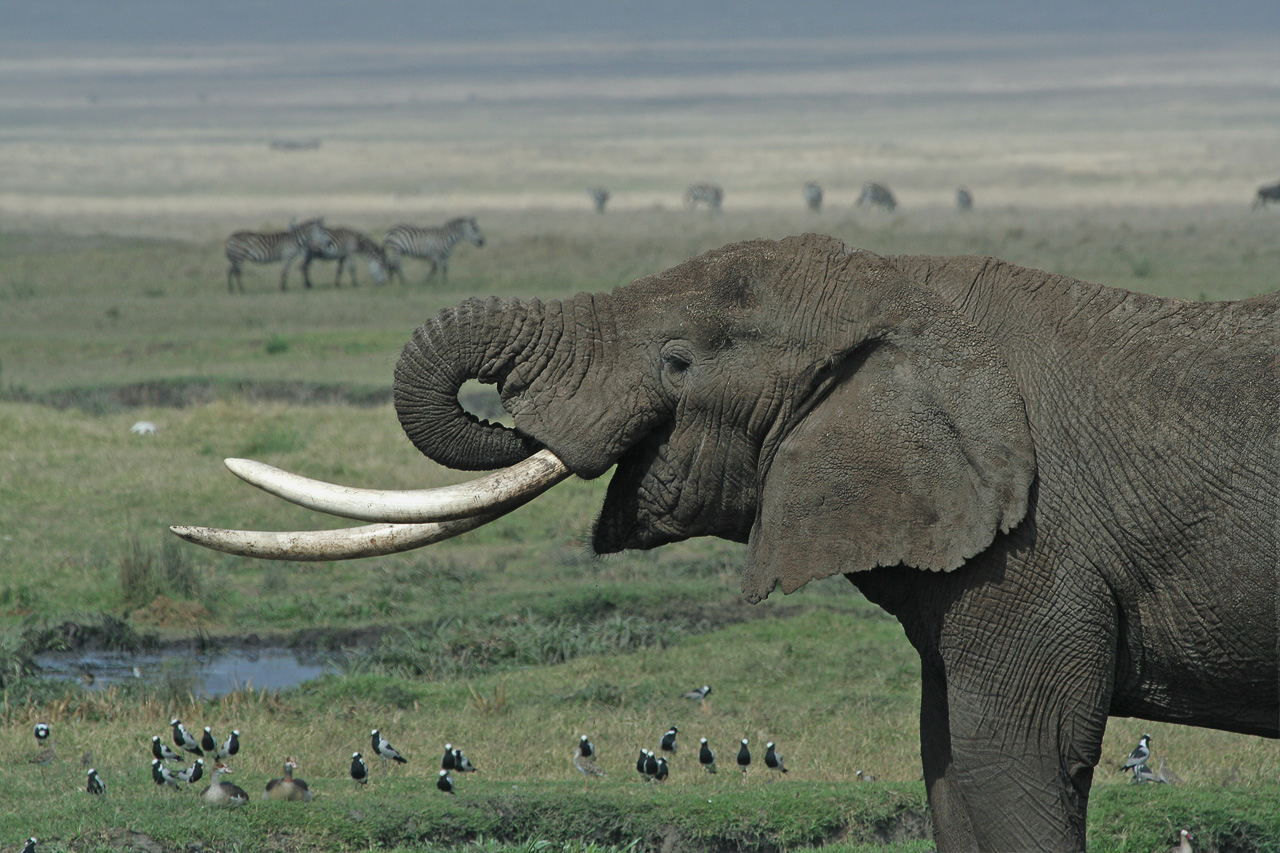
Hình ảnh ngà của con voi ở Khu bảo tồn Ngorongoro, Tanzania

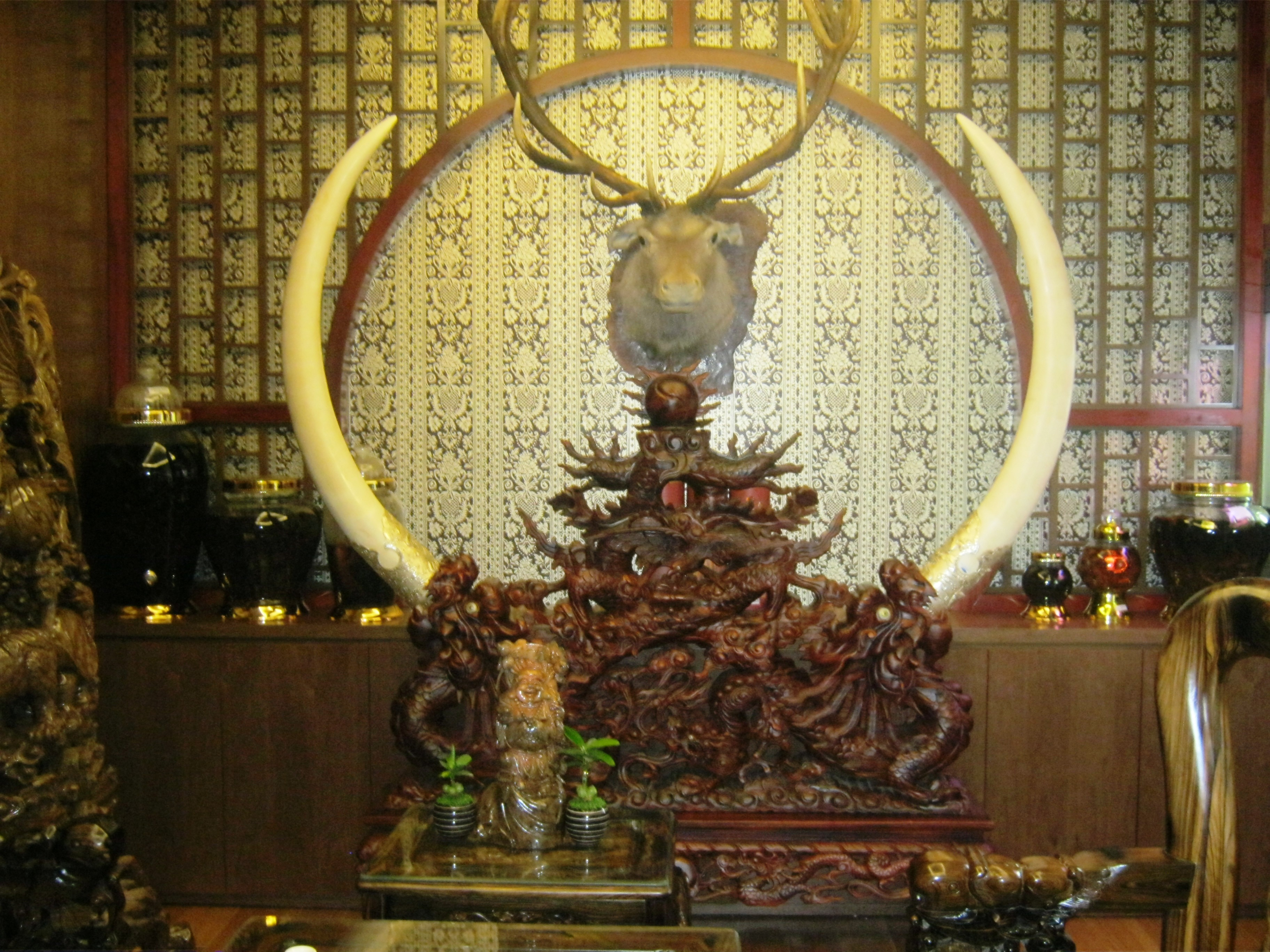
Ngà voi được dùng để trang trí nội thất

  - Elephas maximus: Voi châu Á hay còn gọi là voi Ấn Độ (xem thêm: Voi Việt Nam)
  - Elephas planifrons †
  - Elephas platycephalus †
  - E. recki †
- Loxodonta: Voi châu Phi
  - Loxodonta adaurora: †
  - Loxodonta africana: Voi đồng cỏ châu Phi trong đó có voi sa mạc
  - Loxodonta cyclotis: Voi rừng châu Phi
- Mammuthus †: Voi ma mút
  - Mammuthus columbi: Voi ma mút Columbia
  - Mammuthus exilis: Voi ma mút lùn
  - Mammuthus jeffersonii: Voi ma mút Jefferson
  - Mammuthus lamarmorae: Voi ma mút lùn Sardinia
  - Mammuthus meridionalis:
  - Mammuthus primigenius: Voi ma mút lông xoăn
  - Mammuthus trogontheri: Voi ma mút thảo nguyên
- Stegodon: †
  - Stegodon elephantoides: Myanmar, Java
  - Stegodon sompoensis: Sulawesi, Indonesia
  - Stegodon aurorae: Nhật Bản
  - Stegodon ganesha: Ấn Độ, Pakistan
  - Stegodon insignis: Pakistan
  - Stegodon zdanski: Trung Quốc
  - Stegodon orientalis: Trung Quốc, Nhật Bản
  - Stegodon shinshuensis: Nhật Bản
  - Stegodon trigonocephalus: Java, Indonesia
  - Stegodon sondaari: Flores, Indonesia
  - Stegodon florensis: Flores, Indonesia

## Trong đời sống

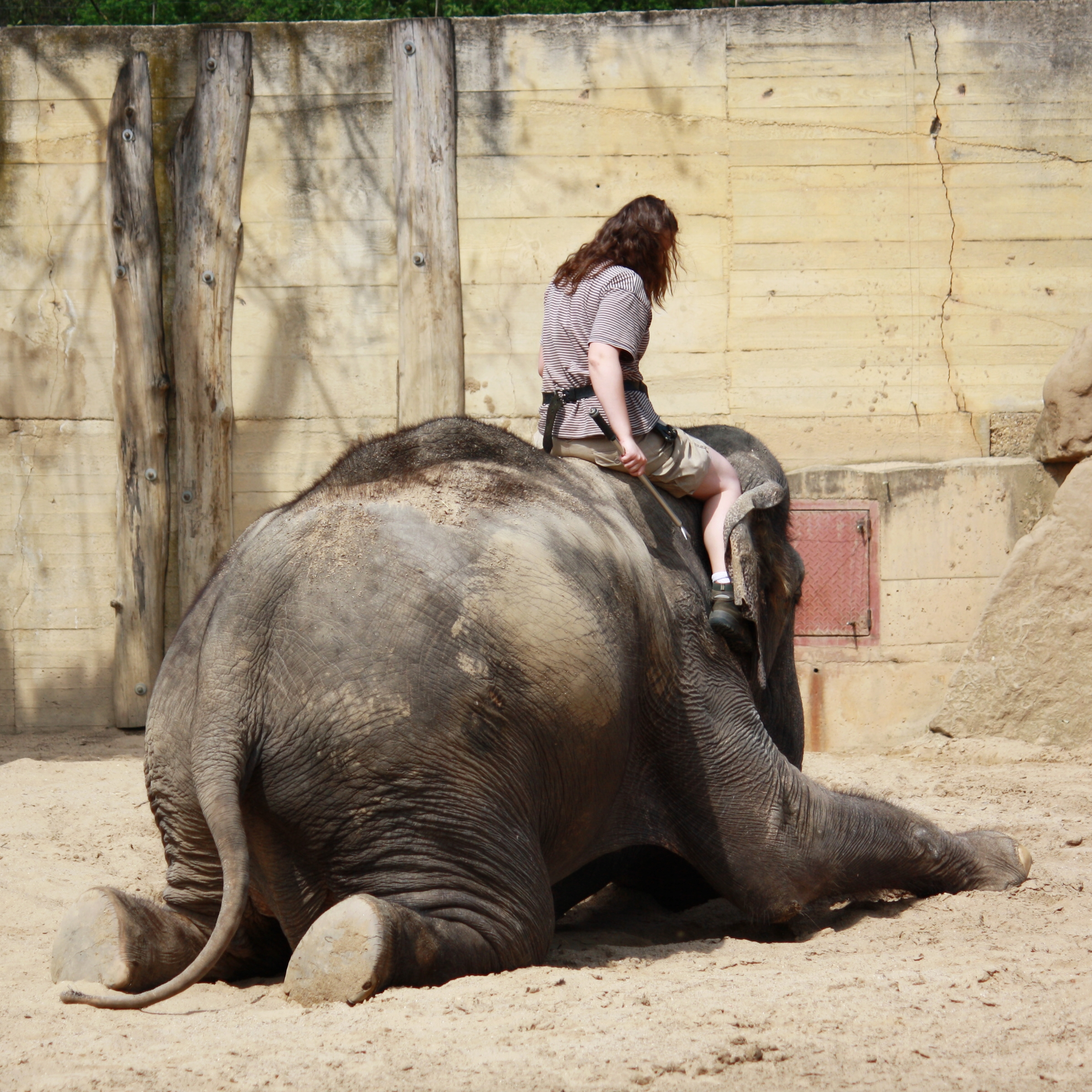
Một con voi đã được thuần dưỡng

Voi đã thuần hóa là con vật nuôi có ích và rất thân thiện với con người. Từ hàng nghìn năm nay, những chú voi đã được thuần dưỡng để làm những công việc như kéo gỗ, kéo cày, kéo cây và để biểu diễn trong các lễ hội. Voi là động vật thông minh nên có thể học và ghi nhớ rất nhanh các kỹ năng đơn giản. Người dân vùng Đông Á thường dùng voi để kéo các cây gỗ lớn mà xe ủi hoặc xe kéo không làm được. Người châu Á cũng dùng voi để làm loài vật chiến đấu như voi chiến hay voi trận như Ấn Độ, Việt Nam, Thái Lan, Campuchia... Ở Việt Nam có Bản Đôn - Đắk Lắk là một nơi có truyền thống săn bắt và thuần dưỡng voi rừng. Voi ở đây còn được sử dụng như một sản phẩm du lịch ăn khách. Ở đây còn có huyền thoại về vua voi và nhiều di tích, kỉ vật về ông còn được lưu giữ.
Trong văn hóa Việt Nam, voi được nhiều lần nhắc đến qua những câu chuyện, câu thành ngữ, tục ngữ. Ví dụ:
- Mười voi không bằng bát nước xáo: Chỉ những người huênh hoang khoác lác nhưng chẳng có thực chất
- Tránh voi chẳng xấu mặt nào: Chỉ cách ứng phó, đối nhân xử thế, không chấp nhất
- Thầy bói xem voi: Câu chuyện dân gian
- Được voi đòi tiên: Chỉ sự tham lam, đòi hỏi quá đáng
- Voi giày ngựa xé: Liên tưởng đến một hình phạt tàn khốc
- Đầu voi đuôi chuột: Chỉ về sự việc làm không đến nơi, đến chốn, mang tính khoa trương

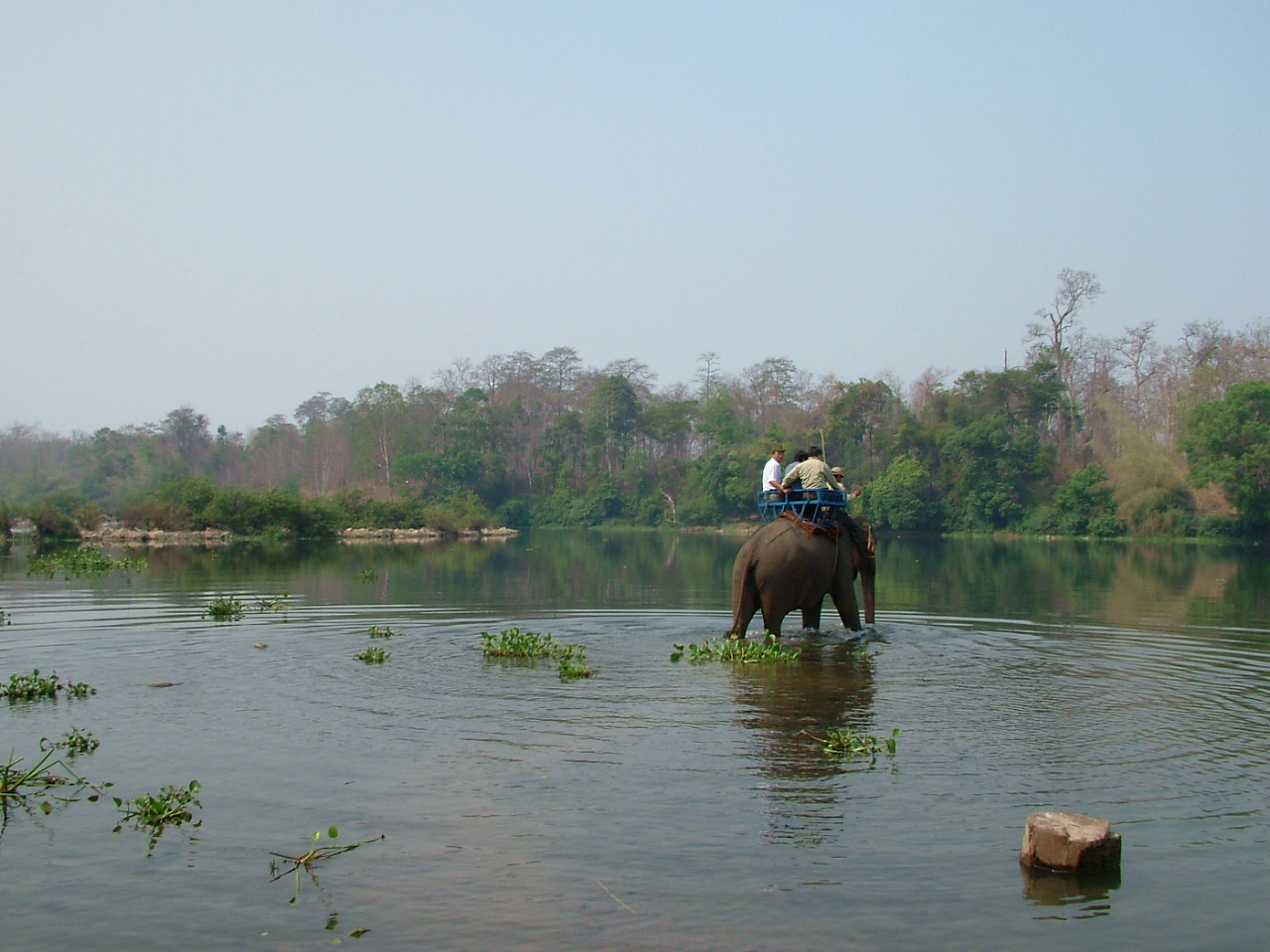
Voi đưa du khách sang sông Serepôk
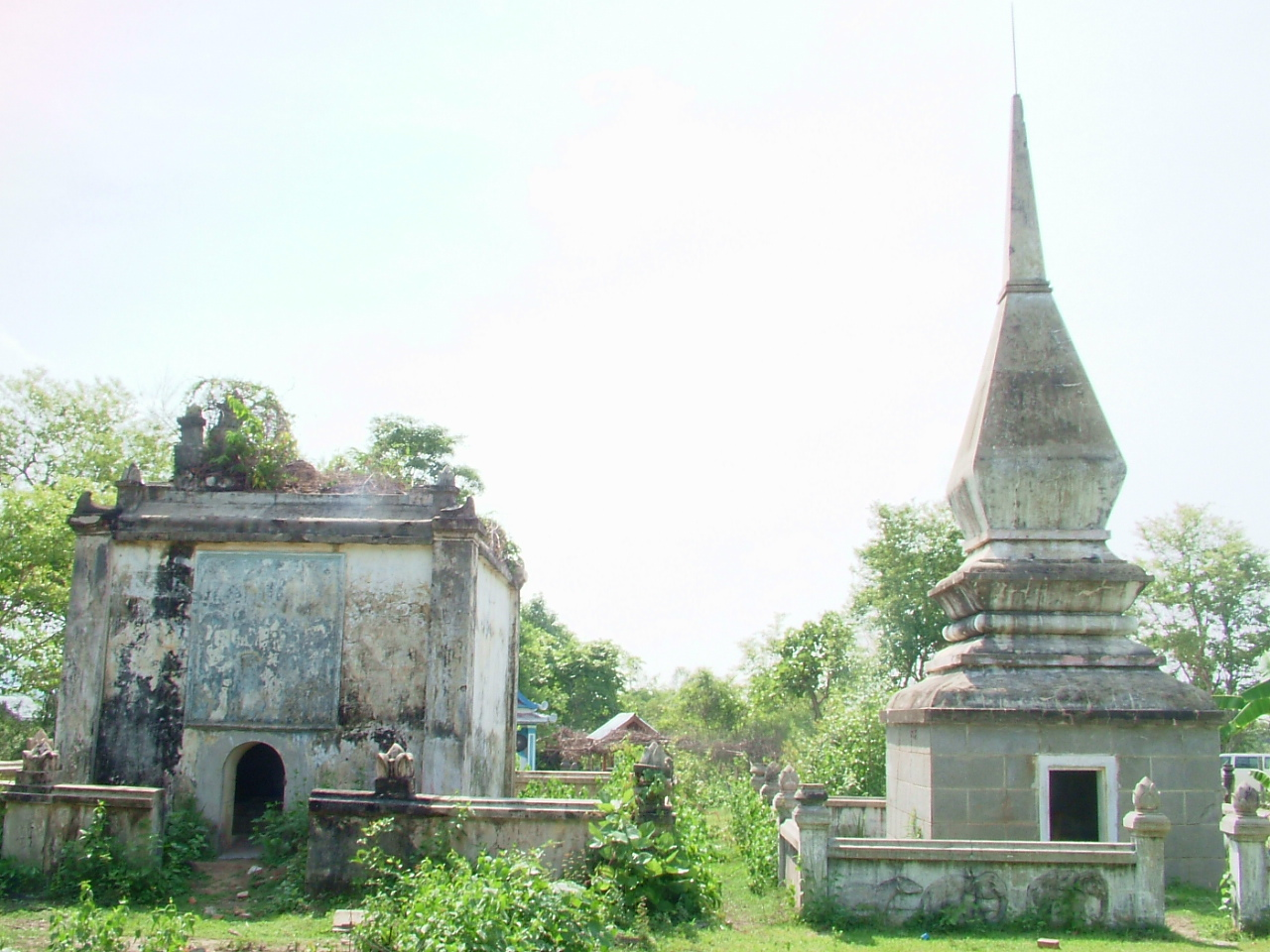
Mộ vua voi ở Bản Đôn
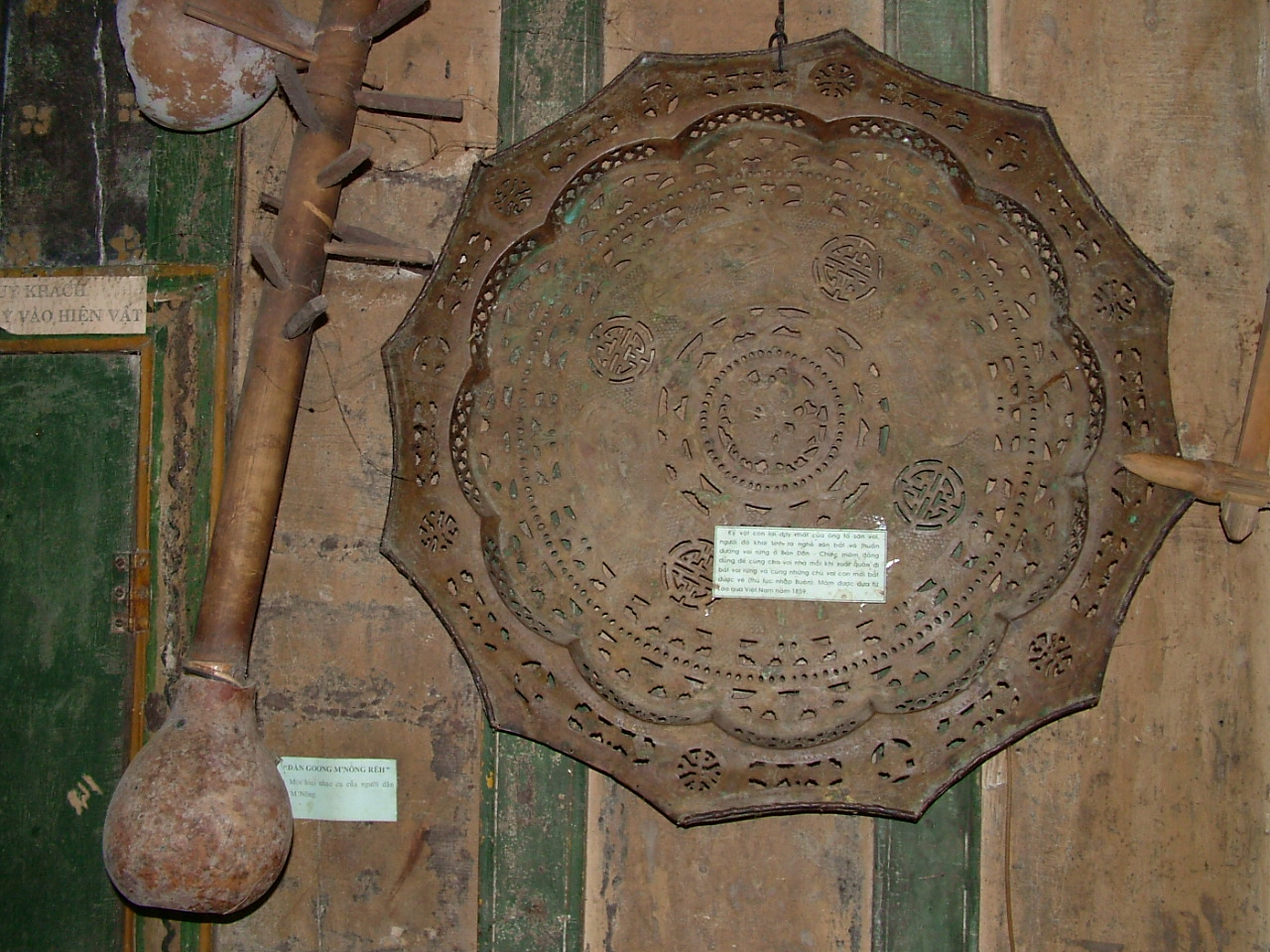
Chiếc mâm đồng kỉ vật của Vua Voi Bản Đôn
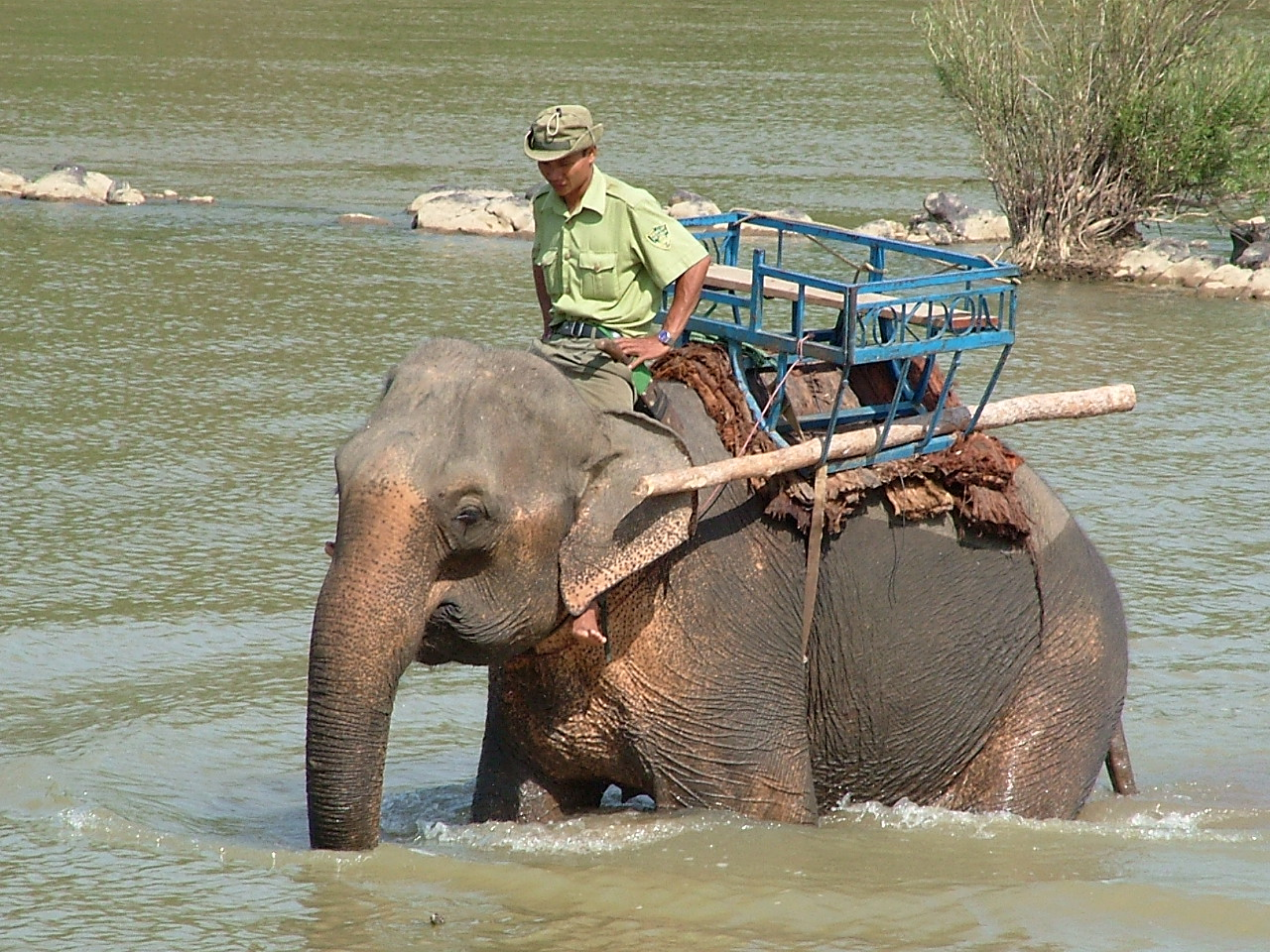
Voi và Kiểm lâm ở vườn quốc gia Ýok Đôn